# Mou-lang

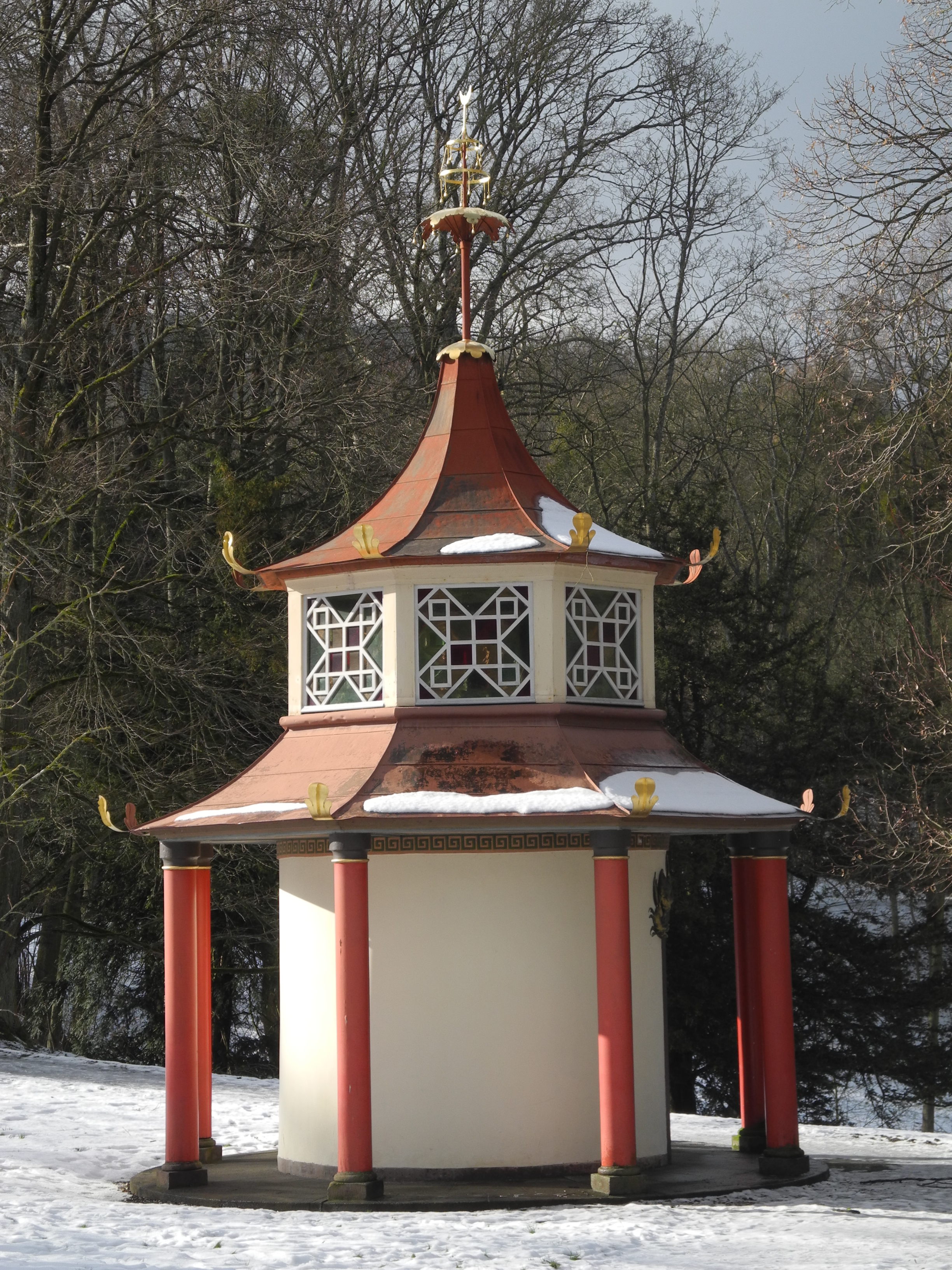
Pagode im Bergpark Wilhelmshöhe

Das „chinesische Dorf“ Mou-lang wurde ab 1781 im Bergpark Wilhelmshöhe in Kassel errichtet. Es wurde namensgebend für die Villensiedlung Mulang, die etwa 100 Jahre später entstand. Von 21 Gebäuden sind heute noch 13 erhalten, darunter die so genannte „Pagode“. Sie sind seit 2013 Teil des UNESCO-Weltkulturerbes.

## Lage
Das Dorf Mou-lang erstreckte sich am südöstlichen Rand des Bergparks beiderseits der heutigen Mulangstraße. Sie war in der Entstehungszeit ein Weg des Parks. Heute zerschneidet die Durchgangsstraße das Ensemble der noch erhaltenen Gebäude und weist zusätzlich noch trennende Hecken auf. Die Moschee gehörte nicht zum eigentlichen Dorf, war etwas älter als dieses und stand auf dem Weg zwischen Mou-Lang und dem Schloss.

## Geschichte

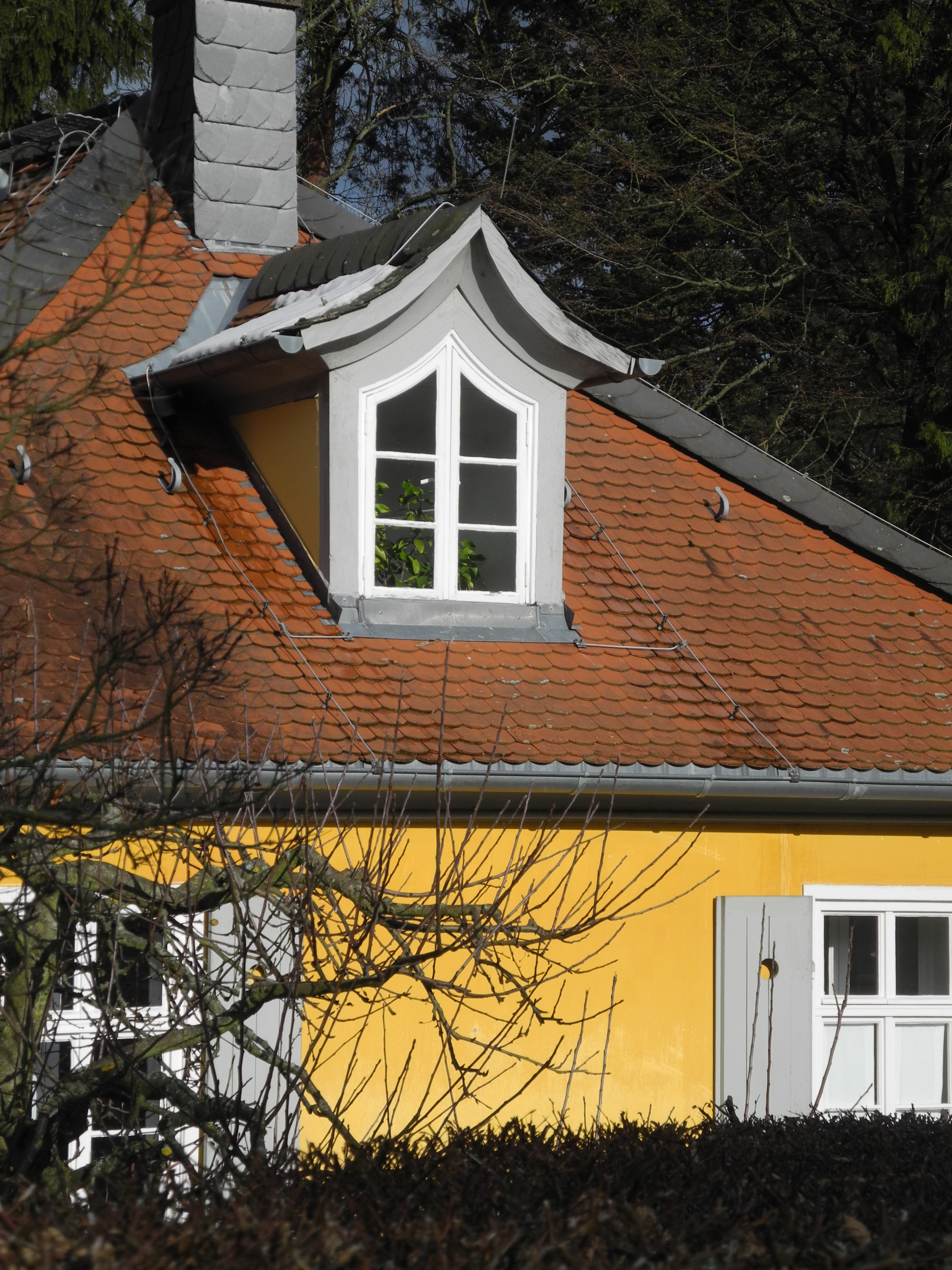
Bagatelle: Mansarde mit geschwungenem Dach im chinesischen Stil

Das Ensemble des „chinesischen Dorfs“ Mou-lang wurde ab 1781 unter Landgraf Friedrich II. erbaut. Planer war der Hofgärtner Daniel August Schwarzkopf. Die Bücher von William Chambers über chinesische  Bau- und Gartenkunst zählen zum historischen Bestand der Schloßbibliothek. Zur Gestaltung und Szenerie gehörten auch exotische Birken, chinesische Kuchen- und Taschentuchbäume sowie das Flüsschen „Kiang“ (江, Jiāng) unterhalb des Speisesaals, es floss in den Fluss „Styx“, der dem Bau des Schlossteichs bzw. „Lac“ zum Opfer fiel. Landgraf Wilhelm IX. (seit 1803 Kurfürst Wilhelm I.) erneuerte und entwickelte das Dorf nach dem Tod seines Vaters weiter. Er legte auch 1791 den Namen Mou-lang offiziell fest. Die Wohnung Heinrich Christoph Jussows wurde im gleichen Jahr als Bagatelle dörfliche Residenz und Lusthaus des Landgrafen.
Das Dorf wurde als Chinoiserie des Rokoko erbaut und sollte dem Adel als eine Kulisse des vermeintlich schönen Landlebens dienen. Es sollte jedoch auch den Hof mit Milch und landwirtschaftlichen Produkten beliefern. Die Landwirtschaft blieb jedoch unrentabel und wurde 1797 verpachtet, 1798 kam eine Branntweinbrennerei hinzu.
Unter Wilhelm II. wurden 1826 die Häuschen in Mou-lang für 6000 Reichstaler neu hergerichtet. Ebenso wurde die Schweizerei in das Dorf verlegt. Später wurden die Häuser von Parkbediensteten und -wächtern bewohnt.
Seit dem 23. Juni 2013 gehören die Gebäude mit dem Bergpark zum UNESCO-Weltkulturerbe.

## Die Gebäude des Dorfes Mou-lang
Die Gebäude wurden nach Plänen von Simon Louis du Ry 1782–1785 erbaut. Zunächst waren sie aus Holz und hatten strohgedeckte Dächer. Die Holzhäuser wurden bis 1826 durch Steinbauten ersetzt.
| Gebäude                         | errichtet  | Beschreibung | erneuert                      | Status Lage        | Bild                  |
| ------------------------------- | ---------- | --- | ----------------------------- | ------------------ | --------------------- |
| Pförtnerhaus Haus Nr. 1         | 1791       | Pförtnerhaus bzw. Aufsichters Wohnung |                               | erhalten (Lage)    | Pförtnerhaus          |
| Bagatelle Haus Nr. 2            | 1782       | Wohnung Jussows, später dörfliche Residenz des Landgrafen; Anfang des 20. Jh. Kaffeewirtschaft                                           |                               | erhalten (Lage)    | Bagatelle             |
| Küche                           | 1782–1785  | Küche: eingeschossiger quadratischer Bau mit Zeltdach und Laterne; später Leichenhaus des Friedhofs                                      |                               | erhalten (Lage)    | Küche                 |
| Speisesaal                      | 1791       | chinesischer Speisesaal des Dorfs, nach 1813 erneuert, 1855 abgebrochen                                                                  |                               | abgebrochen (Lage) |                       |
| Milchkammer                     | 1782–1785  | Milchkammer: eingeschossiger quadratischer Bau mit Zeltdach und Laterne                                                                  |                               | erhalten (Lage)    | Milchkammer           |
| Saalwächters Wohnung Haus Nr. 3 | 1782–1785  | Wohnhaus des Saalwächters |                               | erhalten (Lage)    | Saalwächters Wohnung  |
| Pagode                          | 1776–1782  | Pagode, 1933 verändert | um 1955 renoviert             | erhalten (Lage)    | Pagode                |
| Haus Nr. 5                      | 1790       | vorderer Kuhstall, zweigeschossiger Fachwerkbau; Anfang des 20. Jh. Schule                                                               | 2015–2018 saniert             | erhalten (Lage)    | vorderer Kuhstall     |
| Haus Nr. 7                      | 1782–1785  | Kuhstall, zweigeschossig |                               | erhalten (Lage)    | Kuhstall (Haus Nr. 7) |
| Schafstall Haus Nr. 8           | 1794–1795  | Schafstall | 1826 klassizistisch verändert | erhalten (Lage)    | Schafstall            |
| Haus Nr. 4                      |            | Wohnhaus |                               | erhalten (Lage)    | Haus Nr. 4            |
| Haus Nr. 6                      | 1790       | Wohnhaus mit Zeltdach |                               | erhalten (Lage)    | Haus Nr. 6            |
| Haus Nr. 9                      | 1782–1785  | Wohnhaus mit Zeltdach und Laterne |                               | erhalten (Lage)    | Haus Nr. 9            |
| Haus Nr. 10                     | 1782–1785  | Wohnhaus mit Zeltdach und Laterne; Anbau eines Wohnhauses nach 1913                                                                      |                               | erhalten (Lage)    | Haus Nr. 10           |
| Windmühle                       | 1784–1785  | kleine Windmühle, um die Perspektive nicht zu stören                                                                                     | 1791 erneuert                 | abgebrochen (Lage) | Teilaufriss           |
| Hirtenhaus                      |            | |                               | abgebrochen (Lage) |                       |
| Hirtenhaus                      |            | |                               | abgebrochen (Lage) |                       |
| Milchhaus                       |            | |                               | abgebrochen (Lage) |                       |
| Scheuer                         | 1796       | Entworfen von Jussow im klassizistischen Stil                                                                                            |                               | abgebrochen (Lage) | Entwurf               |
| Pavillon                        | 1791–      | Pavillon im chinesischen Stil auf der Insel im Lac                                                                                       |                               | abgebrochen        |                       |
| Moschee                         | 1780 (vor) | Die Moschee hatte eine Haupt- und zwei Seitenkuppeln sowie zwei flankierende Minarets, 1855 als Eingangsbau des Fasanerie noch erhalten. |                               | abgebrochen (Lage) |                       |